# Такна (регион)
Такна (исп. Tacna) — самый южный регион Перу. Регион граничит с соседними регионами Пуно на северо-востоке и Мокегуа на севере, боливийским департаментом Ла-Пас на востоке, на юге — с областью Арика-и-Паринакота в Чили. Граница с Чили проходит по реке Конкордия (рус. согласие), поэтому эту границу часто называют линией Согласия. На западе регион омывает Тихий океан.
Административный центр региона — город Такна.

## Географическое положение
Регион Такна расположен неподалёку от озера Титикака и включает в себя разнообразные ландшафты: вулканы (Тутупака — 5505 м, Уанкуне — 5567 м, Юкамани — 5508 м), пустыни, горные районы (покрытые вечным снегом вершины Чупикуинья — 5788 м, Барросо — 5742 м, Ачаколло — 5690 м, Юкамани — 5508 м), реки (Локумба, Сама, Каплина, Угусума) и лагуны (Арикота, Суче и Вилакота).
Регион занимает небольшую территорию, но имеет большой потенциал для развития сельского хозяйства и добывающей промышленности.

## История
Согласно проведенным исследованиям, регион был заселён уже 10 000 лет назад. Археологические находки в пещере Токепала (7630 год до н. э.) и в Абриго-де-Кару (6240 год до н. э.), относящиеся к каменному веку, доказывают существование здесь цивилизации. Раскопки в других местах: комплекс Хирата, Муйини и Куэньявичинка — ещё не завершены. В период 7—1,5 тыс. до н. э. в регионе существовала культура Чинчорро.
Первые группы испанских завоевателей появились здесь в 1535 году. Это были участники экспедиции Диего де Альмагро, организованной им для покорения Чили. В этот период город Такна назывался Сан-Педро-де-Такна. В 1615 и 1784 году населённые пункты региона сильно пострадали от разрушительных землетрясений, но затем заново были отстроены на том же месте.
Такна занимает почётное место в борьбе за независимость Перу. Начиная с 1810 года местные патриоты, подобно их аргентинским собратьям, уже заявивших о своей независимости, тоже начали свою борьбу. В 1811 году Франциско Антонио де Села первым выступил за свободу и независимость Такны. После получения Перу независимости, Такна получила за героизм статус города. 26 мая 1828 года по инициативе президента Хосе де ла Мара конгресс принял закон, по которому городу было присвоено звание города-героя.
В 1836-1839 годах город Такна ненадолго стал столицей конфедерации Перу и Боливии.
В 1873 году правительство Перу установило контроль над добычей главного предмета экспорта — селитры, что вызвало недовольство британских, немецких и чилийских компаний и привело ко Второй Тихоокеанской войне 1879-83 годов между Чили с одной стороны и Перу и Боливией — с другой.
26 мая 1880 года после битвы Альто-де-ла-Альянса регион Такна был оккупирован Чили. 20 октября 1883 года Чили заставило Перу подписать Анконский договор, согласно которому перуанские провинции Такна и Арика передавались Чили на 10-летний срок, однако вследствие разногласий между Перу и Чили возврат провинций в намеченный срок не состоялся. Конфликт дважды приводил к разрыву дипломатических отношений между обеими странами в 1901 и 1910 годах. 1 ноября 1920 года правительство Перу обратилось в Лигу Наций с просьбой о пересмотре Анконского договора. Однако уже через месяц перуанское правительство под давлением США взяло своё заявление обратно. С 1922 по 1928 год неоднократно возобновлялись переговоры между Перу и Чили.
Наконец, на основе предложений президента США Герберта Гувера 3 июня 1929 года в Лиме был подписан договор, предусматривавший переход территории Такны к Перу, а Арики — к Чили. Договор предусматривал, что одновременно с обменом ратификационными грамотами Чили уплачивает Перу 6 млн долларов США. 28 августа 1929 года чилийские власти передали Перу территорию Такны.
Однако территориальный конфликт между Перу и Чили до сих пор не урегулирован, по крайней мере с перуанской точки зрения.

## Административное деление
Регион разделён на 4 провинции, которые в свою очередь подразделяются на 27 округа:

## Экономика
Основной доход региону приносят медные рудники Токепала. Такна собирает 53,15 % урожая оливок в Перу. Здесь также выращиваются кукуруза, картофель, хлопок, майоран, люцерна и виноград для производства вина и бренди, имеется значительное поголовье коров и овец.
В дополнение к добывающей и сельскохозяйственной промышленности регион занимается рыболовством.

## Туризм и достопримечательности
Регион Такна славится своей природой. В Бока-дель-Рио находится бальнеологический курорт, пейзажи которого сочетают в себе песок и прибрежные скалы. Калана — городок в колониальном стиле, Кальентес известен своими термальными источниками, Локумба — живописное место в долине между отрогами Анд; Пачья, прекрасная в любое время года. Тарата — гостеприимный город, лежащий между горным плато и пустынным побережьем; Токепала, в пещере которой находятся наскальные рисунки первобытных людей.
В городе Такна можно посетить мемориал солдатам, павшим во время Первой Тихоокеанской войны и музей, расположенный в Кампо-де-ла-Альанса. На площади Пласа-де-Армас находится бронзовый фонтан, украшенный скульптурами работы английского скульптора М.Канлиффа и француза Поля Лингарда. Когда-то он стоял в Ливерпуле, а затем был куплен за 1740 фунтов стерлингов и отправлен в Арику в 1868 году. В том же году фонтан пострадал от землетрясения, а затем отремонтирован кузнецами Такны и Арики. Собор Такны построен по указаниям инженера Эйфеля.
Кроме этого, стоит увидеть:
- петроглифы в Микулье;
- местечко Убикада в 8 км от Такны, где прошла битва 1880 года и находится памятник защитникам Такны и военный музей;
- аллегорическую арку, перед которой стоят статуи национальных героев Мигеля Семинарио и Франсиско Болоньези;
- Покойай, славящийся прекрасным климатом, прекрасными пейзажами и ресторанчиками национальной кухни;
- лагуну Арикота, длиной восемь километров;
- дорогу инков в Тарата.

## Транспорт
- автомагистрали Панамерикана и Костанера
- железная дорога Такна-Арика
- международный аэропорт в Такне

## Культура
В городах и деревнях региона проходят карнавалы с национальными танцами.
В мае отмечается годовщина битвы Альто-де-ла-Альянса, 7 июня — годовщина битвы при Арике, 20 июня — день памяти местного патриота Франциско Антонио де Села, 23 июня — ночь Святого Хуана, 28 августа — День флага. В этот день жительницы Такны проносят по улицам города красно-белый перуанский флаг, а затем проходит ежегодный парад.